# Antoine Pellion
Antoine Pellion, né le 26 octobre 1983 à Nogent-le-Rotrou (Eure-et-Loir), est un haut fonctionnaire français.
Il est secrétaire général à la planification écologique depuis le 13 juillet 2022 et est placé sous l'autorité du Premier ministre français. Le 17 février 2025, il annonce quitter son poste.

## Biographie
Antoine Pellion est né le 26 octobre 1983 à Nogent-le-Rotrou, en Eure-et-Loir. Il est le fils d'un pharmacien et d'une secrétaire de l'Éducation nationale,.
Souhaitant devenir pilote d'avion, il étudie au Prytanée national militaire à La Flèche, d'où il ressort avec un baccalauréat scientifique en 2001. Il suit une classe préparatoire aux grandes écoles au lycée Sainte-Geneviève (filière PSI*) puis entre à l'École nationale supérieure des mines de Paris en 2003, d'où il sort en 2006 avec un diplôme d'ingénieur civil des mines en option énergie. En parallèle, il étudie également une année au Massachusetts Institute of Technology,. Il intègre ensuite le Corps des mines, promotion 2008.

## Carrière professionnelle
Il commence son expérience professionnelle en tant qu'ingénieur réservoir stagiaire à TotalEnergies à Pointe-Noire au Congo de mai à septembre 2005, avant d'être chargé de mission auprès de la direction de la stratégie d'Areva de novembre 2005 à juin 2006 puis d'octobre 2007 à septembre 2008 sur le chantier de l'EPR d'Olkiluoto en Finlande,. Ces postes lui valent par la suite des critiques,.
Il rejoint les services de l'État français en septembre 2009 en tant que chef du service de la prévention des risques et des nuisances au sein de la DRIEE Île-de-France jusqu'en août 2012. Il rejoint alors la direction générale de l'Énergie et du Climat en tant que chef du bureau de la production électrique jusqu'en avril 2014.
Il entre dans la haute administration en mai 2014 en tant que conseiller technique énergie au cabinet de la ministre de l'Environnement, de l'Énergie et de la Mer, chargée des Relations internationales sur le climat, Ségolène Royal, jusqu'en février 2016. Il travaille ensuite dans le département collectivités à Enedis de mai 2016 à mai 2017. En mai 2017, il devient conseiller environnement, énergie, transports à l'Élysée jusqu'en avril 2019. Il y traite alors de gros dossiers tels que la fiscalité sur les carburants (ayant mené au mouvement des Gilets jaunes), la réforme de la SNCF et le projet d'aéroport de Notre-Dame-des-Landes avec Élisabeth Borne, alors ministre des Transports, rencontrée quelques années plus tôt au cabinet de Ségolène Royal,,.
Après avoir été rejoint le cabinet de Stanislas Guérini à En Marche de mai 2019 à juillet 2020 pour mener la campagne des élections municipales de 2020, il est chef du pôle environnement, agriculture, transports, logement, énergie et mer au cabinet du Premier ministre,. Il est ensuite nommé secrétaire général à la planification écologique le 13 juillet 2022, sous l'autorité du Premier ministre,,. Dans ce cadre, il a la charge de bâtir une stratégie écologique pour la France en impliquant l'ensemble des ministères et en traçant les trajectoires de décarbonation pour chaque secteur,,. Parfois considéré comme un « ministre bis de l'Écologie », son travail est salué par le monde politique et les associations.
Le 17 février 2025, il annonce quitter son poste de secrétaire général à la planification écologique pour devenir en mars 2025 directeur général adjoint chargé du développement du groupe Idex, dans le domaine des services énergétiques. Il conserve son poste à la tête de l'association La Planification écologique, fondée en mars 2024 avec des membres du SGPE.